# Deutsche Gesellschaft für Patientenwürde
Die Deutsche Gesellschaft für Patientenwürde e. V. (DGPatW) wurde 2015 in Mainz gegründet. Der gemeinnützige Verein setzt sich für die Stärkung einer würdebewahrenden Haltung im Gesundheitswesen ein und ist aus der Palliativ- und Hospizarbeit entstanden. Zu den Kernaufgaben der DGPatW gehören Weiterbildungsangebote und Inhouseschulungen, Vernetzung und Forschung. Die Inhalte dieser Angebote basieren auf den Forschungsarbeiten von Harvey Max Chochinov und der palliativmedizinischen Forschungsgruppe der Universität von Manitoba in Kanada.
Mitglieder der DGPatW kommen aus Deutschland, Österreich und der Schweiz.

## Geschichte
2015 wurde die DGPatW in Mainz gegründet. Zu den Gründungsmitgliedern gehören Sandra Stephanie Mai, Yvonne Beukens, Christine Binz, Jan Gramm, Lars Weberskirch, Sascha Weber und Martin Weber. Ehrenmitglied ist Harvey Max Chochinov.

## Weiterbildungsangebote und Inhouseschulungen

### Würdezentrierte Therapie (Dignity Therapy)
Diese Kurzintervention wurde forschungsbasiert entwickelt, um das Würdegefühl lebensbedrohlich erkrankter Menschen zu stärken. Die DGPatW führt regelmäßig Grund- und Aufbaukurse zur würdezentrierten Therapie durch.

### Würdebewahren im Gesundheitswesen (ABCD of Dignity in Care)
Im ABCD der würdebewahrenden Versorgung geht es darum, die Grundprinzipien der Würde durch eine entsprechende Haltung und eine achtsame Kommunikation in der Patientenversorgung umzusetzen. Dieser praxisorientierte Leitfaden wurde für Menschen erarbeitet, die beruflich mit Patienten zu tun haben und somit tagtäglich deren Würdeempfinden stärken können. Die DGPatW bietet Inhouseschulungen, Workshops und Vorträge zum Thema Würdebewahren im Gesundheitswesen und den damit verbundenen Werkzeugen an.

## Forschung
Die Mitglieder der DGPatW publizieren in unterschiedlichen Fachzeitschriften und sind auf Tagungen und Kongressen aktiv. Zu den aktuellen Forschungsprojekten gehört die kultursensible Übersetzung und Pilotierung des Dignity Talk, ein offener Fragenkatalog, der Patienten und An- und Zugehörige anregt, über die Erkrankungssituation und die unterschiedlichen Erlebensperspektiven ins Gespräch zu kommen.

## Vernetzung
Die DGPatW setzt sich mit ihren Aktivitäten für Würdestärkung im Gesundheitswesen ein. Sie fördert den fachlichen Austausch auf diesem Gebiet, berät und vernetzt Forschungsprojekte und unterstützt Initiativen mit ähnlichen Anliegen.

### Petitionen und Initiativen
Die DGPatW unterstützt die Charta zur Betreuung schwerstkranker und sterbender Menschen in Deutschland, die Pflegepetition Gesundheitsreform für eine bessere Pflege zum Schutz der Pflegebedürftigen und die Pflegeinitiative für eine starke Pflege in der Schweiz.